# مايك غرين (سياسي أمريكي)
مايك غرين (بالإنجليزية: Mike Green)‏ هو سياسي أمريكي، ولد في 28 سبتمبر 1948 في رايسكو في الولايات المتحدة. حزبياً، نشط في الحزب الجمهوري. وقد انتخب عضو مجلس ولاية ميشيغان وانتخب عضو مجلس نواب ميشيغان ‏.